# توماس دوسیوی
توماس دوسیوی (فرانسوی: Thomas Dossevi‎؛ زادهٔ ۶ مارس ۱۹۷۹) یک بازیکن فوتبال اهل فرانسه است.
وی همچنین در تیم ملی فوتبال توگو بازی کرده‌است.